# Dieze (rivier)
De Dieze of Diest bij 's-Hertogenbosch is een zijrivier van de Maas. De rivier begint bij de samenvloeiing van de rivieren de Dommel en de Aa. De Dieze is, samen met de Roer, de meest waterrijke rivier die binnen Nederland in de Maas stroomt. De (Beneden-) Dieze vormt de verbinding tussen de Zuid-Willemsvaart en de Maas en is hiermee van betekenis voor de scheepvaart. Met de openstelling van het Maximakanaal in 2014 is die betekenis een stuk kleiner geworden, omdat de beroepsvaart niet langer de route door ‘s-Hertogenbosch kan nemen. In de middeleeuwen was de rivier zelfs tot aan Moergestel een belangrijke waterweg. 

## Etymologie
De naam Dieze is wellicht afkomstig van het oude Indo-Germaanse woord *dheus, met de betekenis 'stuiven, draaien, dwarrelen'. Deze naam betekent dan 'het ruisende water'. Volgens een alternatieve etymologie werd de rivier in de Romeinse tijd Deusoniensis genoemd, hetgeen zou zijn afgeleid van het Keltische woord voor 'heilige rivier'.

## Naamsverandering
De Dieze is de oude benaming voor de huidige Run of Esschestroom, een zijriviertje van de Dommel. De Dieze is breder en werd als hoofdstroom gezien. Minstens van de vroege vijftiende eeuw af heette de benedenloop na de samenvloeiing met de Dommel bij Halder dan ook Dieze, evenals het gedeelte na de samenvloeiing  met de Aa. De riviertakjes die later binnen de Binnenstad van 's-Hertogenbosch vielen, kregen dus de naam Binnendieze.
Sinds de achttiende eeuw werd de Dommel als hoofdstroom gezien en kreeg het stuk tussen Halder en 's-Hertogenbosch de naam Dommel. De Binnendieze behield zijn oude naam, al hebben de verschillende takken wel een eigen naam, zoals Vughterstroom en Groote Stroom. Ook het stuk na het punt waar de Dommel, de Aa en de Zuid-Willemsvaart samenvloeien, heet nog Dieze; deze stroomt via de Ertveldplas naar Fort Crèvecoeur om daar in de Maas uit te monden. Bij Engelen splitst zich hiervan nog het Diezekanaal af, de scheepvaartroute; de hoofdafwatering gaat via de spuisluizen van de Dieze zelf (hier Oude Dieze genoemd).
Waarschijnlijk is de Reusel, plaatselijk Achterste Stroom genoemd, een nog oudere bovenloop van de Dieze, en zou de plaats Diessen er zijn naam aan te danken hebben, of is andersom het water naar het dorp genoemd.

## Geschiedenis
De Dieze stroomde vroeger recht door het Fort Crèvecoeur aan de Maas. Dit fort is in 1587 bij de monding van de Dieze opgericht ter blokkering van vijandelijke scheepvaart naar Den Bosch. In 1701 zijn daar ter plekke sluizen aangelegd in de rivier, waarmee het gebied ten noorden van de stad onder water gezet kon worden. Het plan was ontworpen door Menno van Coehoorn. Hoge kosten en verzet van verschillende landeigenaars vertraagden het werk tot 1735 (en toen was het uiteindelijk nog maar in verkleinde vorm gerealiseerd). Na de Franse inval van 1747 werd het fort echter niet meer onderhouden.
In 1890 werd het Diezekanaal geopend, waardoor het waterpeil niet meer alleen vanuit het fort beheerst kon worden. In 1937 werden de twee oostelijke bastions en de oostelijke gracht vergraven ten behoeve van de Rijksweg tussen Den Bosch en Hedel. De sluizen en stuwen werden na de Tweede Wereldoorlog gesloopt en de oostelijke gracht gedempt. Het haventje aan de Maas is nog het enige zichtbare restant. De uitgediepte en opnieuw gegraven zuidelijke gracht wordt als Diezebedding gebruikt. Hierin ligt een stuw (met vistrap) die de afwatering van het grootste deel van Midden- en Oost-Brabant reguleert.

## Visstand
De volgende vissoorten zijn bekend in de Dieze: Paling, Baars, Blankvoorn, Winde, Pos, Zeelt, Snoek, Rietvoorn, Riviergrondel, Roofblei, Kolblei, Brasem en Driedoornige stekelbaars. Paling, Baars en Blankvoorn zijn dominant. Opvallend is de aanwezigheid van de stromingsgezinde Winde. Ook wordt de laatste jaren soms een Bot aangetroffen in de Dieze.